# Вагайское сельское поселение
Вагайское се́льское поселе́ние — муниципальное образование в Омутинском районе Тюменской области Российской Федерации.
Административный центр — село Вагай.

## История
Статус и границы сельского поселения установлены Законом Тюменской области от 5 ноября 2004 года № 263 «Об установлении границ муниципальных образований Тюменской области и наделении их статусом муниципального района, городского округа и сельского поселения».

## Население
| 2010  | 2011  | 2012  | 2013  | 2014  | 2015  | 2016  |
| ----- | ----- | ----- | ----- | ----- | ----- | ----- |
| 3895  | ↘3872 | ↘3839 | ↘3835 | ↘3767 | ↘3746 | ↘3703 |
| 2017  | 2018  | 2019  | 2020  | 2021  |       |       |
| ↘3689 | ↘3623 | ↘3555 | ↘3485 | ↗4074 |       |       |

## Населённые пункты
В сельское поселение входят 8 населённых пунктов:
| № | Населённый пункт | Тип     | Население |
| - | ---------------- | ------- | --------- |
| 1 | Большекрутинская | деревня | 259       |
| 2 | Вагай            | село    | ↗3185     |
| 3 | Вагайская        | деревня | 310       |
| 4 | Зимовье-Вагай    | село    | 153       |
| 5 | Крутинская       | деревня | 253       |
| 6 | Малая Крутая     | деревня | 210       |
| 7 | Разъезд № 29     | посёлок | 22        |
| 8 | Садовый          | посёлок | 11        |

### Упразднённые населённые пункты
- Село Казарма 10 км (упразднено в 2022 году)[15].